# Chiesa di San Bartolomeo al Gignoro
La chiesa di San Bartolomeo al Gignoro  si trova in via De Robertis a Firenze, nella zona di Coverciano.

## Storia e descrizione
La piccola chiesa, costruita in conci di pietra con una porticina sovrastata da una bifora, risale al XIII secolo. Alla chiesa era annesso un monastero di monache benedettine, fondato dalla famiglia Baroncelli; soppresso nel 1370 perché ritenuto troppo isolato e poco sicuro, fu quindi riunito al monastero della Regina Coeli, detto delle Mantellate, in via San Gallo. La chiesa, successivamente, fu eretta in parrocchia e poi usata come oratorio.
L'antico complesso religioso, restaurato, appartiene oggi alla Chiesa Evangelica Valdese. Si trova vicino alla Casa di Riposo per anziani del Gignoro, che fa parte della CSD-Diaconia Valdese.